# پاراور (کولام)
پاراور (به انگلیسی: Paravur) یک منطقهٔ مسکونی در هند است که در بخش کولام واقع شده‌است. پاراور ۱۹٫۱۹ کیلومتر مربع مساحت و ۴۳٬۷۳۹ نفر جمعیت دارد.